# Louis-Félix Terrier

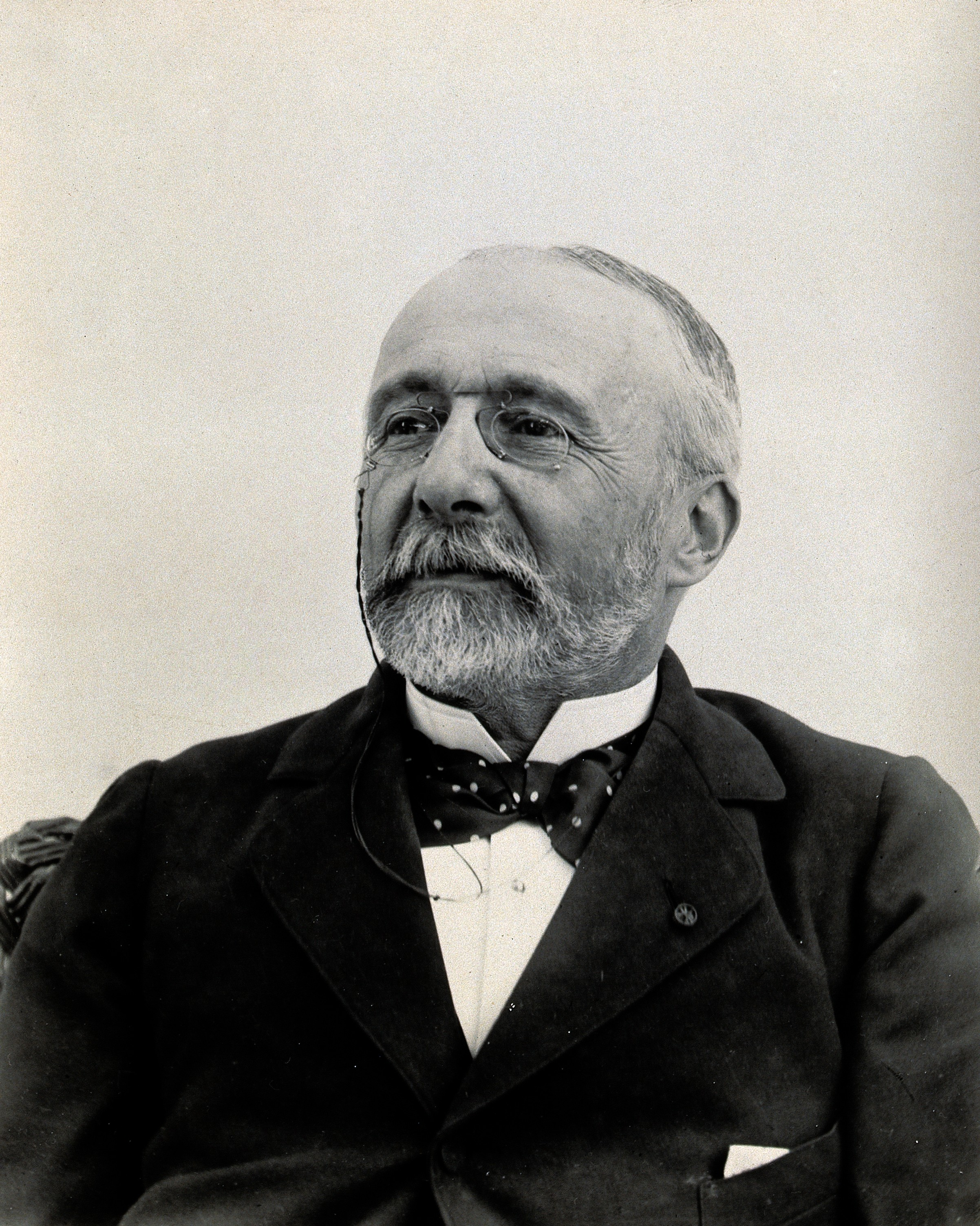
Louis-Félix Terrier.

Louis-Félix Terrier, född 31 augusti 1837 i Paris, död där 8 april 1908, var en fransk kirurg. 
Terrier blev medicine doktor i Paris 1870 och professor i kirurgi vid medicinska fakulteten där 1892. Han författade bland annat Manuel de pathologie chirurgicale (1877) och Élements de pathologie chirurgicale générale (1885).